# Arthur Christensen
Arthur Emanuel Christensen, född den 9 januari 1875 i Köpenhamn, död där den 31 mars 1945, var en dansk iranist, orientalist och översättare. Christensen räknas vid sidan om H.S. Nyberg som Skandinaviens främste iranist genom tiderna.

## Biografi
Christensen levde hela sitt liv i sin hemstad förutom när han begav sig ut på forskarresor i Främre Asien. Han tog sin studentexamen 1893 och sju år senare avlade han sin fil.magisterexamen i humaniora (med historia, franska och latin som huvudämnen) vid Köpenhamns universitet. Han studerade dessutom persiska och arabiska, avestiska och sanskrit vid samma universitet. Innan han tog sin examen hade han skrivit en uppsats i iransk filologi med titeln "Rustem, den persiske Nationalhelt". 
Christensens doktorsavhandling fokuserade på den persiska matematikern Omar Khayyams fyraradingar och hade titeln "Omar Khajjâms Rubâijât. En litterœrhistorisk Undersøgelse". Han avlade sin doktorsexamen 1903 vid Köpenhamns universitet och hans livslånga intresse för Khayyam avspeglas i hans senare publikationer. 1927 publicerade han arbetet "Critical Studies in the Rubáʿiyát of ʿUmar-i-Khayyám. A Revised Text with English Translation" där han identifierar 121 äkta Khayyamdikter av de omkring 800 som tillskrivs honom. 
1919 tillträdde Christensen som professor i iransk filologi vid Köpenhamns universitet. Hans forskarintressen fanns främst inom Irans religioner, mytologi och litteraturhistoria samt folkliga seder och bruk. Han skrev även reseskildringar om och rapporter från Iran, varav den mest lästa är Hinsides det Kaspiske Hav (1918). I arbetet Det gamle og det nye Persien (1930) presenterade han Reza Shah Pahlavis moderniseringspolitik, och i Kulturskitser fra Iran (1937), introducerade han den persiske prosaförfattaren Mohammad Ali Jamalzadeh för de danska läsarna.
Christensens stora verk om det sassanidiska Irans historia, samhälle och förvaltning publicerades 1909, och i reviderad version 1927, och är än i dag en referensbok på området. Detta arbete betraktas som hans magnus opus och utkom i både engelsk, fransk och persisk översättning. Han bidrog särskilt med att belysa den muntliga litteraturtraditionens betydelse i det antika Iran och hur denna samexisterade med den skriftliga litteraturen. Han publicerade även viktiga arbeten om persisk läkarvetenskap, hovkultur och sagotradition.
Christensen översatte bland annat zoroastrismens urkund Avesta, moderna iranska noveller och det persiska nationaleposet Shahnameh av Ferdousi till danska.